# Sainte-Foy (Québec)

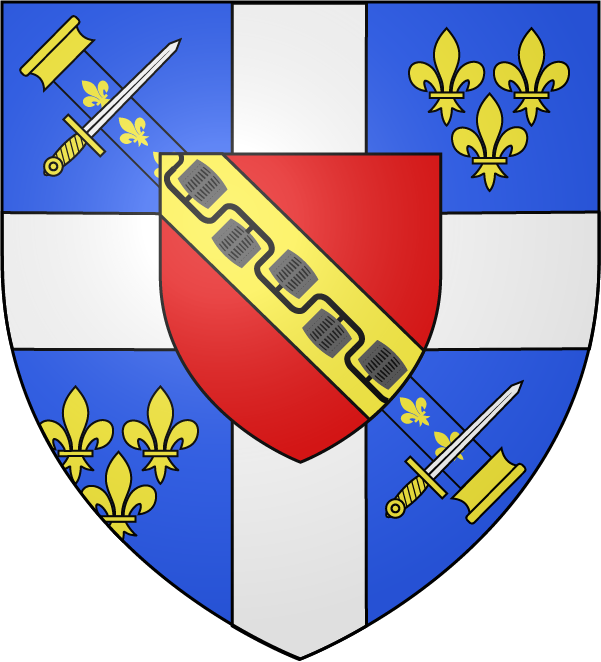
Blason de la ville de Sainte-Foy.

Sainte-Foy est une ancienne ville du Québec, située dans la région de la Capitale-Nationale, qui a été fusionnée le 1er janvier 2002 à la ville de Québec, à l'intérieur de laquelle elle forme de nos jours une partie de l'arrondissement de Sainte-Foy–Sillery–Cap-Rouge. Le nom « Sainte-Foy » reste couramment utilisé pour désigner la partie de l'ancienne ville située sur la colline de Québec.
Occupée par des colons français dès le XVIIe siècle, et organisée autour d'une mission jésuite, Sainte-Foy se développe lentement en occupant le pôle ouest de la colline de Québec, à environ huit kilomètres des fortifications de Québec. À partir des années 1940, avec la croissance démographique de l'après-guerre et l'étalement urbain engendré, les terres agricoles de Sainte-Foy sont converties en un vaste ensemble résidentiel, commercial et institutionnel. Organisée en municipalité au XIXe siècle, Sainte-Foy accède au statut de ville en 1949 avant d'être fusionnée à Québec en 2002.

## Histoire

### Régime français
L’existence de Sainte-Foy commence bien avant l'organisation municipale. Dès 1638, les Jésuites fondent la mission Notre-Dame-de-Foy, qui dessert les colons installés dans la partie ouest de la colline de Québec. La seigneurie de Sillery est constituée en 1651, et comprend en gros les futurs territoires de Sillery et de Sainte-Foy.  En 1667, une vingtaine de familles sont installées dans le troisième rang de la seigneurie de Sillery, appelé Côte Saint-Michel, traversé par le chemin Sainte-Foy actuel. La même année, le père jésuite Pierre Chaumonot fait construire une chapelle de bois, nommée Notre-Dame-de-Foy, à l'endroit occupé aujourd'hui par l'intersection du chemin des Quatre-Bourgeois et de l'autoroute Robert-Bourassa.
En 1678, une première paroisse, appelée Notre-Dame-de-Foy, est érigée par l'évêque de Québec François de Laval. Elle comprend « Sainte-Foy, Goderville (Gaudarville), Saint-Michel, la route Saint-Ignace et Lorette ». Cette énumération indique que le nom de Sainte-Foy était déjà en usage pour désigner une partie de la seigneurie. Cette paroisse n'avait cependant pas de curé résident, et son trop vaste territoire incite en 1698 Jean-Baptiste de Saint-Vallier, évêque de Québec, à le séparer en deux pour créer une paroisse à Lorette et une autre à Sainte-Foy, sous le vocable de La Visitation de la Bienheureuse Vierge Marie. Cependant on l'appelle plus communément Notre-Dame-de-Foy, du nom de la chapelle qui la dessert. Cette fois, un curé, Charles Amador Martin, est nommé. En 1719, une première église en pierre est construite, sur un terrain appartenant à Jacques Pinguet de Vaucour, au site actuel du parc de la Visitation.
Les limites de la paroisse sont pour la première fois définies légalement par l'arrêt du Conseil du roi du 3 mars 1722, comme pour toutes les paroisses de la Nouvelle-France.

### Guerre de la Conquête
Le 28 avril 1760, le chevalier François Gaston de Lévis défait les Britanniques du général James Murray à Sainte-Foy et met le siège devant Québec. Cette victoire n'aura cependant pas de lendemain et Murray conserve Québec.

### Régime britannique
Après la conquête quelques propriétés furent acquises par des Britanniques, dont le gouverneur Murray. En 1845, une loi sur l'organisation municipale au Bas-Canada instaure une première corporation municipale pour Sainte-Foy, mais cette loi est abrogée en 1847. Ce n'est qu'en 1855, avec l'adoption d'une nouvelle loi municipale, que la municipalité de paroisse de Sainte-Foy est établie de nouveau. Son vrai toponyme de fondation sera la Paroisse de St.Foye en 1847 et de nouveau en 1855. Ses limites seront réduites à deux reprises, soit lors de la création de la municipalité de paroisse de Saint-Colomb de Sillery en 1856, et de la municipalité de paroisse de Saint-Félix du Cap-Rouge en 1872. Durant le XIXe siècle, des notables et des hommes d'affaires acquièrent des domaines, construisent des villas et exploitent des fermes sur le territoire de Sainte-Foy. On peut noter Belmont House, appartenant à la famille Caldwell, dont une partie des terrains est devenu le cimetière Notre-Dame-de-Belmont, ainsi que les quatre villas bordant la route qu'on a appelé chemin des Quatre-Bourgeois : Mapple Cottage (1856), Champlain Villa (1849), Hazel Grove Cottage (1850) et New Prospect (1850).

### Époque moderne
1900-1950
En 1917, le pont de Québec relie Sainte-Foy à la rive sud du fleuve Saint-Laurent. La paroisse conserve un caractère rural jusque dans les années 1940, alors que l'expansion de la ville de Québec transforme le paysage. La municipalité devient la ville de Sainte-Foy en 1949. De nombreuses institutions, civiles comme religieuses, s'installent sur le territoire de Sainte-Foy durant le XXe. Citons l’Hôpital des tuberculeux (futur hôpital Laval) en 1918, l'institut Saint-Jean-Bosco en 1923, la maison provinciale des Frères des Écoles Chrétiennes (pavillon Montcalm) en 1925, la prison des femmes (maison Gomin) en 1931, la maison provinciale des Frères de Saint-Vincent-de-Paul en 1945, et surtout le campus de l'Université Laval qui est commencé en 1949, partagé entre les territoires de Sainte-Foy et de Sillery.   

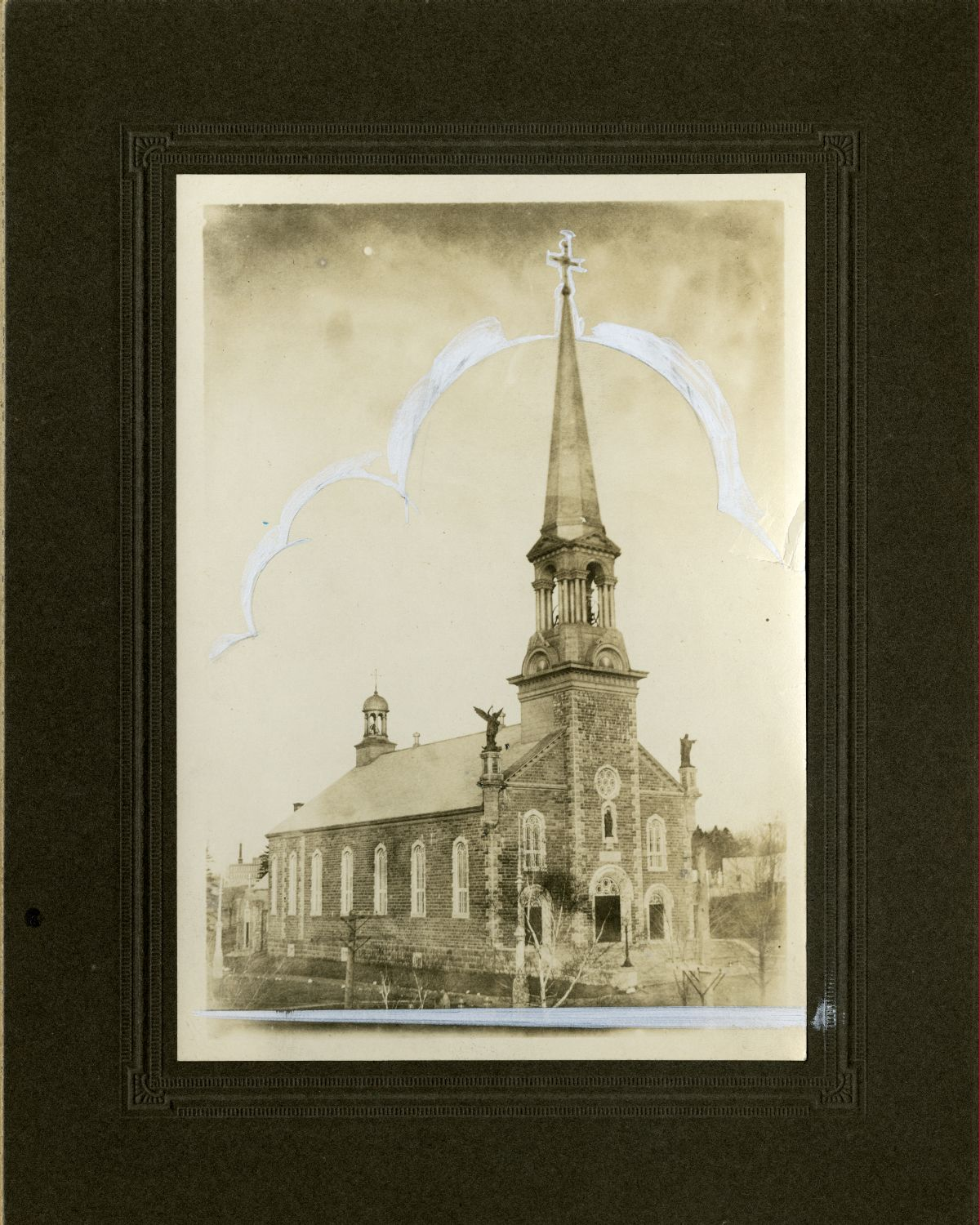
Auteur inconnu, Église de Sainte-Foy, autour de 1920, collection Félix-Barrière tirée des Archives nationales du Québec, BAnQ.

Le 10 mars 1949, la municipalité de paroisse devient officiellement une ville et elle change son toponyme de St.Foye, elle devient Sainte-Foy. L'ouverture en 1949 du boulevard Laurier qui mène du centre-ville de Québec vers le pont donne lieu au développement accéléré du commerce et des établissements hôteliers dans cette partie de la ville. 
1950-2000

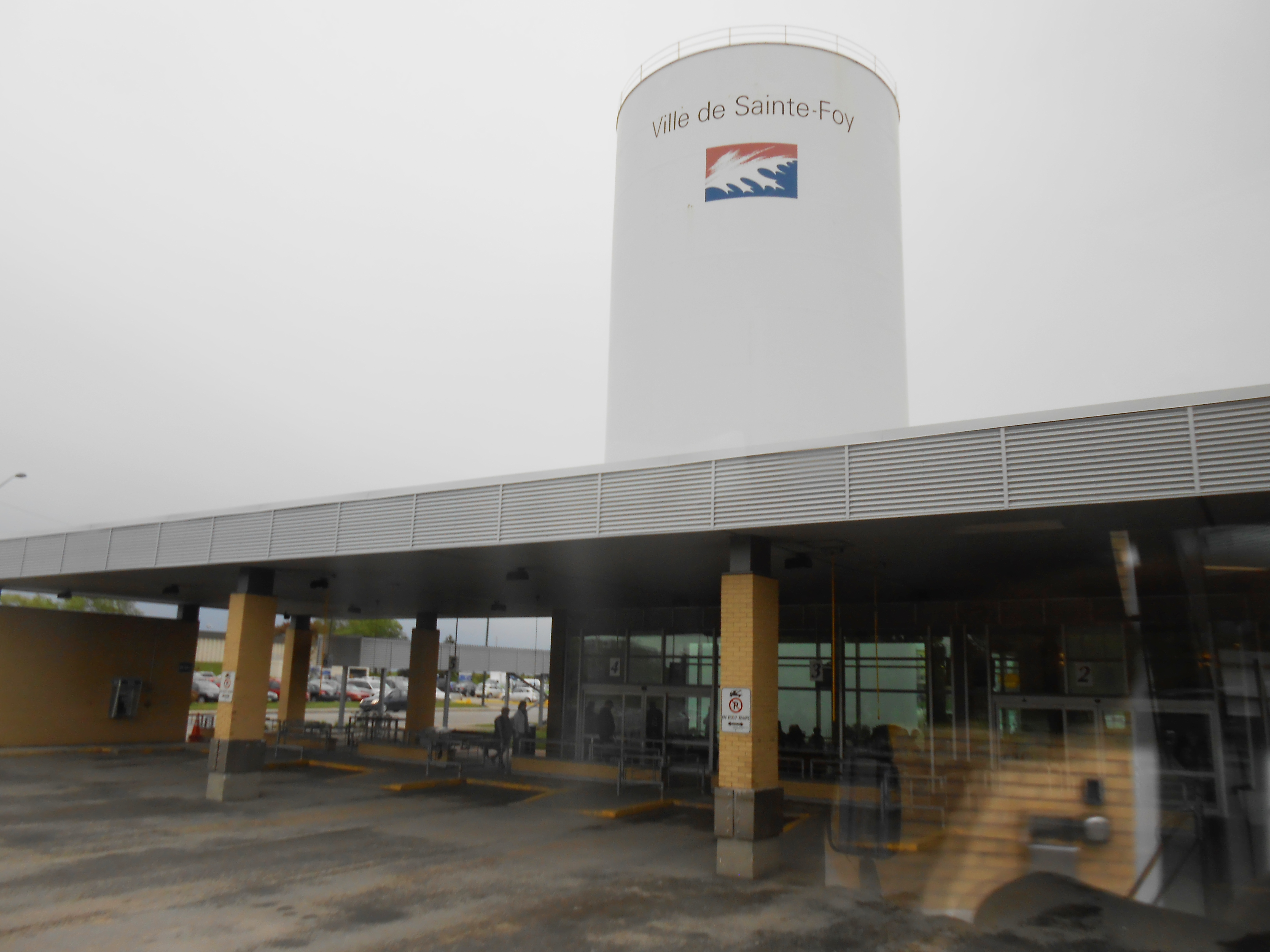
La gare d'autocars de Sainte-Foy portait encore le logo de l'ancienne ville.

L'hôpital Sainte-Foy (pour anciens combattants) est ouvert en 1954 pour devenir le Centre hospitalier de l'Université Laval en 1968. Le premier centre commercial de cette artère est Place Sainte-Foy, sous l'initiative de la bannière Steinberg's en 1958, et la maison Simon's s'y établit en 1961. Quant à Place Laurier, elle ouvrira en 1961. L'espace entre les deux centres était occupé jusqu'en 1979 par un magasin Pollack, après quoi on y construisit Place Belcourt (commerces et bureaux) devant le boulevard Laurier, puis en 1989, Place de la Cité (bureaux) au nord du lot.
La première grande vague de construction domiciliaire est en 1953 alors que le nombre d'unités d'habitation passe de 140 à 450. En 1958, 88 % de la nouvelle construction résidentielle est de type unifamiliale, mais en 1968, ce ratio devient 13 % étant donné le concept naissant des blocs appartements, ou « conciergeries ». En 1970, sa superficie est triplée suivant l'annexion d'une partie de la municipalité de paroisse de L'Ancienne-Lorette, devenue le quartier Laurentien, ce qui lui permit d'intégrer l'aéroport à son territoire. Cette période de forte croissance se terminera dans les années 1970 — même que la population passera de 74 000 à 69 000 entre 1977 et 1980. On compte tout de même quelques projets résidentiels de taille dans les quinze dernières années du siècle, dont le Faubourg Laudance et le Campanile dans la Pointe-de-Sainte-Foy. À la fin des années 1980, la Ville n'est toujours pas propriétaire de son hôtel de ville alors situé au 1000 de la route de l'Église, chose à laquelle Andrée P. Boucher entend remédier. Un projet de nouvel édifice est défait dans un référendum en 1992 mais une version moins volumineuse sera acceptée par la population de Sainte-Foy en février 1993. Le nouvel hôtel de ville est inauguré le 6 mai 1996, au 1130 de la même route.

## Géographie humaine

### Quartiers / Secteurs d'appartenance de Sainte-Foy

#### Secteurs du Plateau et de la Pointe-de-Sainte-Foy
Pour beaucoup de gens, les quartiers auxquels ils s'identifient sont souvent issus des quartiers/secteurs historiques de l'ancienne ville. Ceci est particulièrement vrai pour Sainte-Foy. Lors de la création des nouvelles paroisses dans les années 1960 (qui définiront les quartiers d'appartenances de la population fidéenne), les quartiers municipaux (définis administrativement par la Ville de Sainte-Foy) étaient trop grands et ne respectaient pas les limites des nouvelles paroisses. Cette situation particulière à fait en sorte que les citoyens ne savaient plus dans quel quartier municipal ils se trouvaient. Ceux-ci conservaient comme cadre de référence la paroisse ou le secteur scolaire (souvent très similaire). 
Malheureusement, les quartiers administratifs établis dans ce secteur par l'actuelle Ville de Québec ne représentent pas mieux la réalité. Leurs limites ressemblent plus à des districts électoraux qu'à de véritables quartiers (contrairement aux quartiers de La Cité-Limoilou). Le cadre paroissial/scolaire est toujours utilisé par une bonne partie de la population actuelle.
Lorsque nous observons la trame urbaine de Sainte-Foy, les quartiers définis par les paroisses ressemblent à de vrais quartiers à taille humaine. Chaque quartier a en son centre une église, un parc et une école primaire (certaines écoles ont changé de vocation, mais le bâtiment persiste toujours aujourd'hui). 
Voici la liste des quartiers historiques/d'appartenance de Sainte-Foy (avec le ou les quartiers administratifs les englobant) :
1. Notre-Dame-de-Foy (Plateau et Cité-Universitaire)
2. Saint-Benoît (Plateau et Pointe-de-Sainte-Foy)
3. Saint-Denys-du-Plateau (Saint-Louis et Cité-Universitaire)
4. Sainte-Geneviève (Plateau)
5. Saint-Jean-Baptiste-de-la-Salle (Cité-Universitaire)
6. Saint-Louis-de-France (Saint-Louis et Sillery)
7. Saint-Mathieu (Plateau)
8. Saint-Thomas-d'Aquin (Cité-Universitaire)
9. Sainte-Ursule (Saint-Louis et Pointe-de-Sainte-Foy)
10. Saint-Yves (Saint-Louis et Sillery)

Dans la carte située plus bas, vous pourrez observer les limites de ces quartiers. Elles sont basées sur les limites des anciennes paroisses et ajustées (lorsque nécessaire) aux secteurs scolaires actuels.

#### Quartier Laurentien (L'Aéroport)
Ancienne municipalité de paroisse d'Ancienne-Lorette (fusionnée à la Ville de Sainte-Foy le 26 décembre 1970), le quartier Laurentien (quartier de L'Aéroport dans Sainte-Foy-Sillery-Cap-Rouge) se divise globalement en trois secteurs. Étant donné qu'il s'agit principalement d'un grand secteur agricole (le plus important de Québec), il n'y a seulement que 3 développements résidentiels sur l'ensemble de son territoire:
- Chauveau : Le secteur Chauveau (historiquement connu sous le nom "Les Grands-Déserts") est situé au nord-ouest de L'Ancienne-Lorette. Il se concentre principalement autour du boulevard Chauveau-Ouest, de l'Avenue Notre-Dame (ancien chemin des Grands-Déserts[21]), du rang Sainte-Anne, de la Route Jean-Gauvin et du Rang des Beaumont. L'Aéroport international Jean-Lesage de Québec se situe également dans ce secteur.

- Champigny : Le secteur Champigny (historiquement connu aussi sous le nom de "Gaudarville") est situé principalement au sud du terrain de l'aéroport, entre l'Autoroute Duplessis et la Rivière du Cap-Rouge. Ses principaux axes routiers sont les boulevards Wilfrid-Hamel et Auclair, la route Jean-Gauvin (à partir de la limite sud du terrain de l'aéroport), l'avenue de la Famille ainsi que  les rues de Champigny Est et Ouest.

- Jouvence : Le secteur Jouvence, qui s'est fondé à l'ouest du secteur de Champigny, est situé au sud du boulevard Wilfrid-Hamel, entre la rivière du Cap-Rouge et le chemin de fer.

En plus de ces trois secteurs, il y a également le secteur Saint-Ange/Saint-Denis (qui tourne autour des rangs Saint-Ange et Saint-Denis) et un tout petit secteur situé tout près du lac Saint-Augustin (rues Pierre-Drolet, Joseph-Guillemette et Joseph-Ernst). Les résidents de ce secteur ont un accès notarié au lac.

#### Quartier du Cap-Rouge
Le quartier du Cap-Rouge, comporte 2 secteurs de l'ancienne ville de Sainte-Foy (ils faisaient partie de l'ancien quartier Laurentien). Lors des fusions municipales de 2002, les citoyens de ces secteurs ont exprimé leur désir d'être inclus dans le conseil de quartier du Cap-Rouge.
- Les Sources : Le secteur des Sources est situé entre le sud de l'autoroute 40, la rivière du Cap-Rouge, les limites de l'ancienne ville de Cap-Rouge et les limites de Saint-Augustin-de-Desmaures.
- Le Gendre/Chaudière : Le secteur Le Gendre/Chaudière est un secteur résidentiel (Faubourg du Cap, Domaines Le Gendre et de L'Érable-Rouge) et commercial (parc industriel Copernic) récent situé à l'est de la rivière du Cap-Rouge et des limites de l'ancienne ville de Cap-Rouge. Son développement tourne autour de l'Avenue Le Gendre et du Boulevard de la Chaudière. C'est dans ce secteur que se situe le IKEA de Québec.

En plus de ces 2 secteurs, il y a également un petit secteur résidentiel situé au nord du lac Saint-Augustin (les résidents de ce secteur ont un accès notarié au lac). Ce secteur est partagé avec la Ville de Saint-Augustin-de-Desmaures.

#### Autres secteurs
Finalement, afin de compléter le portrait complet de la ville de Sainte-Foy, voici les autres secteurs lui appartenant :
- Lac-Côté : Le secteur du Lac-Côté est un tout petit secteur résidentiel privé situé tout au nord de Sainte-Foy aux limites de Val-Bélair. Nous y retrouvons quelques maisons sises autour d'un petit lac, le lac Côté. Dans l'actuelle ville de Québec, il est entièrement intégré au quartier de Val-Bélair.

- Parc industriel Colbert : Parc industriel important comportant plusieurs entreprises situé à la croisée des autoroutes principales de la ville.
- Parc industriel Jean-Talon : Parc industriel situé à l'extrémité est de Sainte-Foy. Il est la porte d'entrée de celle-ci lorsque nous arrivons de la basse-ville de Québec via le boulevard Charest. Dans l'actuelle ville de Québec, le parc Jean-Talon est partagé entre les quartiers Cité-Universitaire et Saint-Sauveur (La Cité-Limoilou).
- Base de plein air de Sainte-Foy : Véritable poumon vert de Sainte-Foy, la base de plein-air est l'endroit d'excellence pour les amateurs de randonnées, de plage, de ski, de raquettes et d'activités extérieures en tout genre. Un important pavillon d'accueil permet également la réception de nombreux événements tout au long de l'année (comme des mariages).
- Parc technologique du Québec métropolitain : Important hub technologique/industriel dans l'actuelle ville de Québec, le terrain de l'actuel parc est en grande partie situé dans les limites de l'ancienne ville de Sainte-Foy. De nos jours, bien qu'il se situe intégralement dans le quartier de Duberger-Les Saules (Les Rivières), beaucoup de citoyens l'identifie encore aujourd'hui à Sainte-Foy.

## Administration

### Liste des maires et de la mairesse de Sainte-Foy

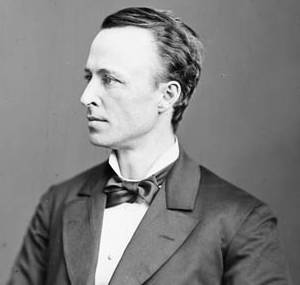
George-Auguste Gigault, maire de Sainte-Foy de 1905 à 1913

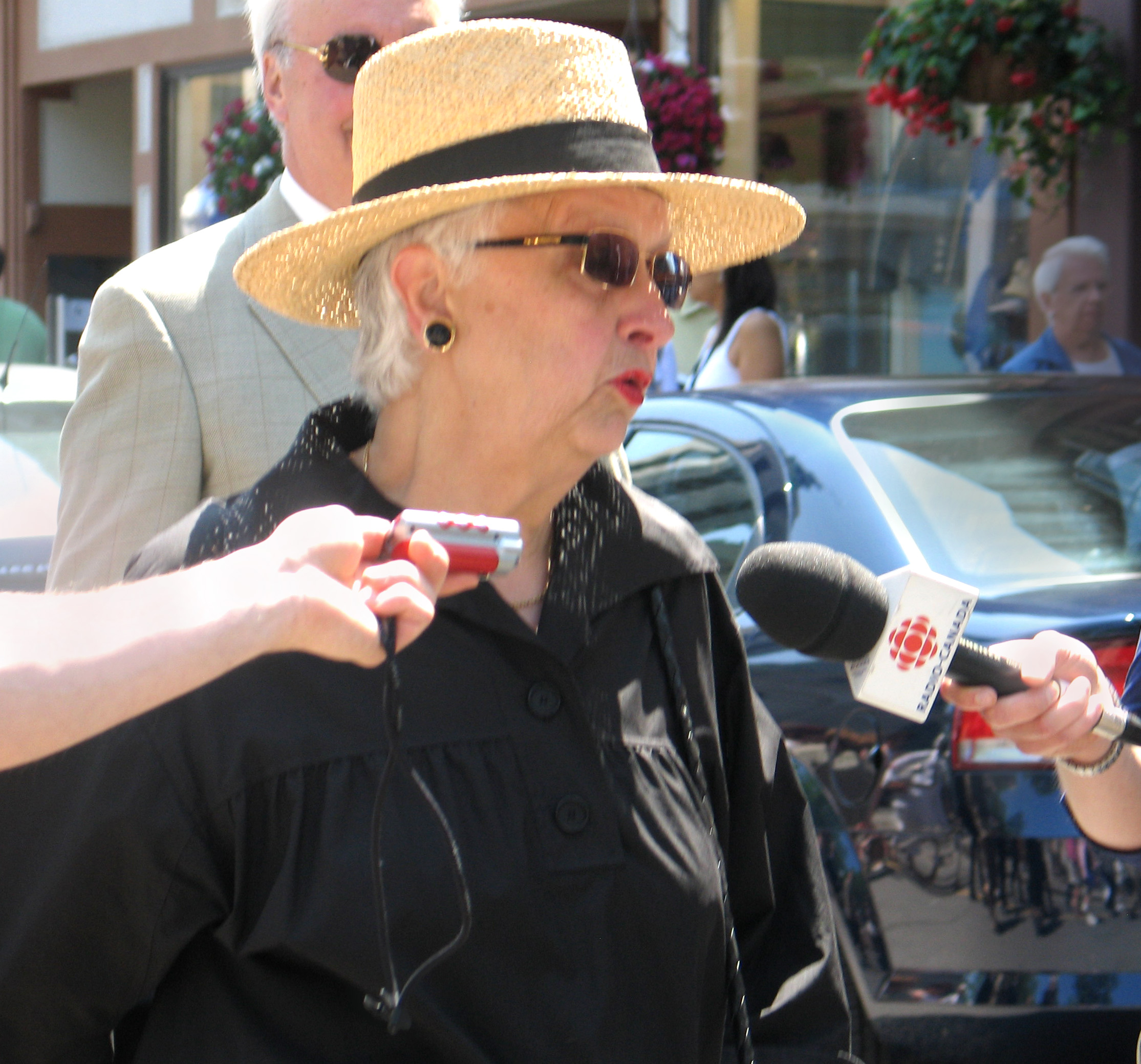
Andrée P. Boucher, mairesse de Sainte-Foy de 1985 à 2001. Dernière mairesse de l'histoire de la ville

| Période                                  | Période | Identité                    | Étiquette | Qualité |
| ---------------------------------------- | ------- | --------------------------- | --------- | ------- |
| 1845                                     | 1848    | Jacques Légaré              |           |         |
| 1855                                     | 1857    | René-Gabriel Belleau        |           |         |
| 1858                                     | 1860    | Louis Juneau de Monvielle   |           |         |
| 1860                                     | 1867    | Olivier de Villers          |           |         |
| 1872                                     | 1880    | François Arteau             |           |         |
| 1881                                     | 1887    | Joseph-Elzéar Bédard        |           |         |
| 1887                                     | 1891    | John West                   |           |         |
| 1899                                     | 1905    | Michael Henry Brophy        |           |         |
| 1905                                     | 1913    | George-Auguste Gigault      |           |         |
| 1913                                     | 1915    | Joseph Montreuil            |           |         |
| 1915                                     | 1926    | Honoré Mainguy              |           |         |
| 1927                                     | 1936    | Nérée Tremblay              |           |         |
| 1941                                     | 1957    | Émile Boiteau               |           |         |
| 1957                                     | 1958    | Dermot Ignatius O'Gallagher |           |         |
| 1958                                     | 1966    | Noël Carter                 |           |         |
| 1966                                     | 1973    | Roland Beaudin              |           |         |
| 1973                                     | 1981    | Bernardin Morin             |           |         |
| 1981                                     | 1985    | Louis-Marie Lavoie          |           |         |
| 1985                                     | 2001    | Andrée P. Boucher           |           |         |
| Les données manquantes sont à compléter. |         |                             |           |         |

### Hommages toponymiques
- Roland Beaudin a deux hommages soit l'avenue et le parc Roland-Beaudin. L'avenue et le parc ont été nommées en 1995 dans l'ancienne ville de Sainte-Foy, maintenant présents dans la ville de Québec.
- Nérée-Tremblay a deux hommages soit l'avenue et le parc Nérée-Tremblay. L'avenue a été nommée en 1973 et le parc vers 1965 dans l'ancienne ville de Sainte-Foy, maintenant présents dans la ville de Québec.
- L'Édifice Andrée-P. Boucher, ancien hôtel de ville de la ville de Sainte-Foy, a été nommée en l'honneur de la mairesse Boucher dans la ville de Québec.
- La rue François-Arteau a été nommée en l'honneur du maire Arteau, en 1965, dans l'ancienne ville de Sainte-Foy, maintenant présente dans la ville de Québec.
- La rue Joseph-E. Bédard a été nommée en l'honneur du maire Bédard en 2000 dans l'ancienne ville de Sainte-Foy, maintenant présente dans la ville de Québec.
- La rue René-Gabriel Belleau a été nommée en l'honneur du maire Belleau en 2006 dans la ville de Québec.
- La rue Émile Boiteau a été nommée en l'honneur du maire Boiteau en 1984 dans l'ancienne ville de Sainte-Foy, maintenant présente dans la ville de Québec.
- La rue Brophy a été nommée en l'honneur du maire Brophy en 1956 dans l'ancienne ville de Sainte-Foy, maintenant présente dans la ville de Québec.
- La rue Noël-Carter a été nommée en l'honneur du maire Carter en 1992 dans l'ancienne ville de Sainte-Foy, maintenant présente dans la ville de Québec.
- La rue De Villers a été nommée en l'honneur du maire De Villers en 1986 dans l'ancienne ville de Sainte-Foy, maintenant présente dans la ville de Québec.
- La rue Gigault a été nommée en l'honneur du maire Gigault en 1951 dans l'ancienne ville de Sainte-Foy, maintenant présente dans la ville de Québec.
- La rue De Monvielle a été nommée en l'honneur du maire De Monvielle en 1986 dans l'ancienne ville de Sainte-Foy, maintenant présente dans la ville de Québec.
- La rue Laberge a été nommée en l'honneur du maire Laberge vers 1950 dans l'ancienne ville de Sainte-Foy, maintenant présente dans la ville de Québec.
- La rue Mainguy a été nommée en l'honneur du maire Mainguy en 1994 dans l'ancienne ville de Sainte-Foy, maintenant présente dans la ville de Québec.
- La rue Montreuil a été nommée en l'honneur du maire Montreuil en 1951 dans l'ancienne ville de Sainte-Foy, maintenant présente dans la ville de Québec.
- La rue Bernardin-Morin a été nommée en l'honneur du maire Morin en 1984 dans l'ancienne ville de Sainte-Foy, maintenant présente dans la ville de Québec.
- La rue Dermot a été nommée en l'honneur du maire O'Gallagher en 1956 dans l'ancienne ville de Sainte-Foy, maintenant présente dans la ville de Québec.
- La rue John-West a été nommée en l'honneur du maire West en 1954 dans l'ancienne ville de Sainte-Foy, maintenant présente dans la ville de Québec.
- L'avenue Roland-Beaudin présente dans la ville de Québec portait, auparavant, le toponyme de Place de l'Hôtel-de-ville entre 1956 et 1974 dans l'ancienne ville de Sainte-Foy.
- La rue Wilfrid-Légaré en l'honneur d'un bâtisseur de bangalows Wilfrid Légaré.

## Liste des curés de Sainte-Foy
- Charles-Amador Martin, 1698-1711
- Michel Buisson de Saint-Cosme, 1711-1712
- François Le Brun, s.j., 1712
- Gervais Lefebvre, 1712-1714
- Pierre-Gabriel Le Prévost, 1715-1756 [31]
- François Borel, 1756-1774 [32]

- Ignace Tinon-Desroches, curé de l’Ancienne-Lorette, desservant Sainte-Foy, 1774-1777

- Louis-Eustache Chartier de Lotbinière, 1777-1782

- Charles-Joseph Brassard-Deschenaux, 1782-1786

- François Borel, 1786-1791

- Charles-Joseph Brassard-Deschenaux, curé de l’Ancienne-Lorette, desservant Sainte-Foy, 1791-1795

- Jean-Marie Fortin, 1795-1800

- Charles-Joseph Brassard-Deschenaux, curé de l’Ancienne-Lorette, desservant Sainte-Foy, 1800-1802

- François Vézina, 1802-1804

- Alexis Dorval, 1804-1805

- François Vézina, 1805-1810

- Charles-Joseph Brassard-Deschenaux, curé de l’Ancienne-Lorette, desservant Sainte-Foy, 1810-1811

- Louis Brodeur, 1811-1812

- Barthélemy Fortin, 1812-1814

- André Doucet, ancien curé de Québec, 1814-1815

- Antoine Tableau, 1815-1817, élu coadjuteur de Mgr Lartigue et mort avant d’être sacré Jean-Denis Daulé, chapelain des Ursulines, remplaçant le précédent, octobre 1815 et de mai à septembre 1816

- Jacques Odelin, 1817-1819

- Michel Dufresne, 1819-1822

- Jean-Zéphirin Caron, 1822-1825

- Louis Gingras, 1825-1826

- Philippe Anger, 1826-1831

- Michel Masse, 1831-1836

- Jean-Baptiste Antoine Ferland, 1836-1837

- Pierre Huot, 1837-1868

- Jérôme Sasseville, 1868-1893

- Chanoine Henri-Arthur Scott, 1893-1931
- Zéphirin Marois P.A., 1931-1934

- Théodore Gagnon, 1934-1947

- Ulric Fournier, 1947-1963

- Léo Duval, 1964-1973

- Alfred Berthiaume, 1973-1985

- Guy Blondeau, 1985-1991

- Jean-Pierre Blais, 1991-1994

- Paul-Henri Plamondon, 1995-1998

- Pierre-André Fournier, 1998-2003

- Pierre Gastonguay, 2003-2004

- Roger Labbé, 2004-2005

- Gaétan Proulx, 2005-2012

- Jean-Luc Laflamme, 2012

- Guy Rivard, 2012-2016

- Yvon Chalifour, 2016-2017

- Bernard Duquette, 2017-2020

- Denis Cadrin, 2020

- Pierre Gingras (Abbé Pierre), 2021 [33]

## Démographie
| 1844  | 1871  | 1881  | 1891  | 1901  | 1911  | 1921  | 1931  | 1941  | 1951  |
| ----- | ----- | ----- | ----- | ----- | ----- | ----- | ----- | ----- | ----- |
| 1 273 | 1 625 | 1 085 | 1 034 | 1 066 | 1 811 | 1 622 | 2 220 | 2 963 | 5 976 |

| 1956   | 1961   | 1966   | 1971   | 1976   | 1981   | 1986   | 1991   | 1996   | 2001   |
| ------ | ------ | ------ | ------ | ------ | ------ | ------ | ------ | ------ | ------ |
| 19 073 | 38 521 | 63 029 | 68 385 | 71 237 | 68 889 | 69 615 | 71 133 | 72 330 | 72 547 |

## Sainte-Foy dans les arts et cultures
- La série télévisée C'est comme ça que je t'aime  est une série fictive se déroulant en 1974 et 1975 dans la ville de Sainte-Foy.

## Jumelages
| Ville | Ville  | Pays | Pays     |
| ----- | ------ | ---- | -------- |
|       | Dinant |      | Belgique |

## Personnalités

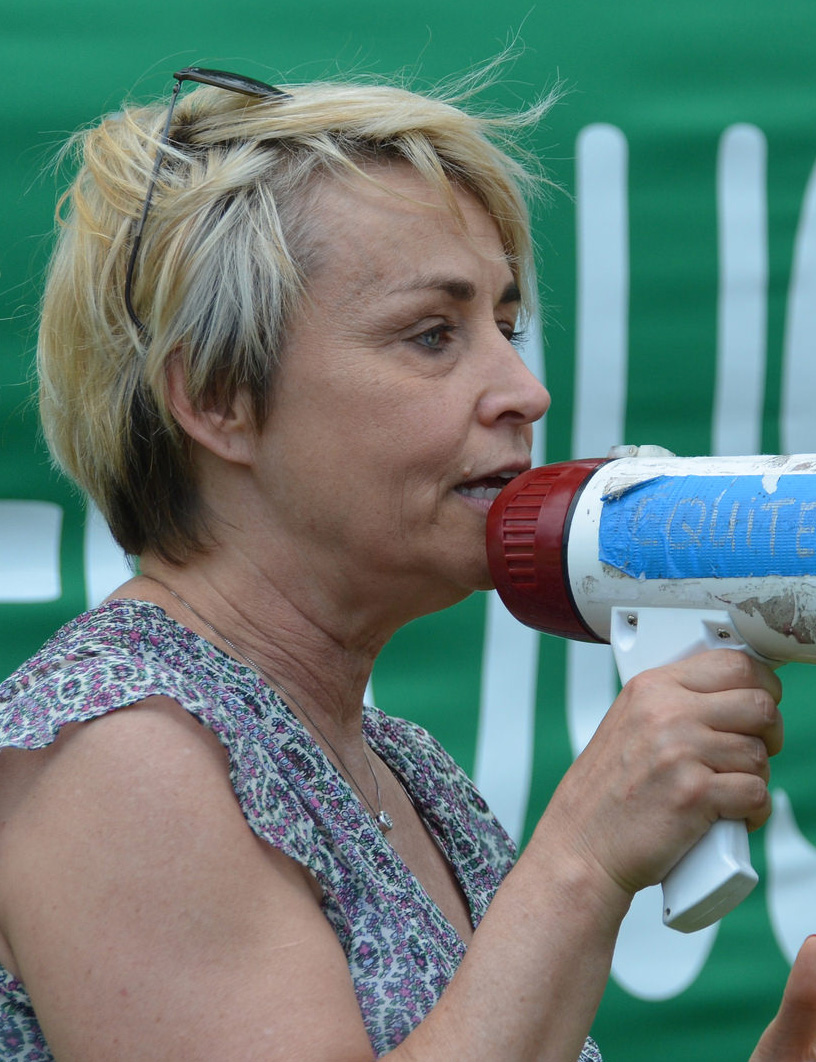
Sylvie Bernier, la piscine intérieure municipale a été renommée à son nom

- Sylvie Bernier (1964-), championne olympique de plongeon.
- Calamine, rappeuse féministe, nommée à l'ADISQ.